# Степановское-Волосово
Степановское-Воло́сово — усадьба княжеского рода Куракиных. Расположена в деревне Волосово Зубцовского района Тверской области на правом берегу реки Шо́ша (притока Волги), при впадении в неё Люкшинского ручья.

## Начало строительства
По фамильному преданию, тверские вотчины принадлежали Куракиным со времени присоединения Твери к Москве в начале XVI века. В 1781 году село Дорожаево с окрестными сёлами перешло по наследству Степану Борисовичу Куракину (1754—1805). При нём началось строительство нового имения в сельце Волосово. По имени князя усадьба получила второе название — Степановское. 
Закладка главного дома в Степановском произошла между 1792 и 1798 годами. Скончался Степан Борисович в июле 1805 года, не успев достроить дом и имение. Сельцо Степановское и село Дорожаево с деревнями перешло брату Степана Борисовича — Александру Борисовичу, который на протяжении многих лет занимался благоустройством загородной резиденции Надеждино в Пензенской губернии.

## XIX век
Несмотря на привязанность к пензенской усадьбе, Александр Борисович решил достроить каменный барский дом в Степановском как имении, расположенном гораздо ближе к обеим столицам. В. Н. Смолянинов ссылается на планы, хранившиеся у князя Фёдора Алексеевича Куракина в Надеждине и составленные придворным архитектором Кваренги с собственноручной надписью князя Александра Борисовича: «По сему рисунку в точности произвести в действо внутреннее расположение всех комнат недостроеннаго ещё в сельце Степановском новаго каменнаго дома покойнаго брата моего, дабы оный для моего собственного пребывания удобным учинить. 15 июня 1806 года».
Однако из-за отъезда князя за границу работы продвигались медленно. В 1810 году только собирались построить кухню и ограду с каменными воротами, «распланировать сад и насадить деревья».

Александр Борисович скончался в 1818 году, имение перешло к его племяннику Борису Алексеевичу Куракину (1783—1850). Именно при нём развернулись большие строительные работы: «…Невдалеке от барского дома он выстроил целый городок, с театром, каланчой, обелисками, шлагбаумами…», активно благоустраивал парк и пруды. 
К югу от дома были поставлены два белокаменных обелиска с металлической оградой, отмечавшие границу парадного двора и оформлявшие главный въезд на парадный двор перед домом. По центральной оси въезда на парадный двор, в южной части парка, прямо перед главным домом, воздвигли третий обелиск — в честь Александра I.
За Александровским «столпом», на одной оси с ним находился деревянный увеселительный «готический замок», имевший сложную конфигурацию плана, башни, пинакли. К середине 1830-х годов строительство постепенно свернулось, а в последние годы жизни князя в усадьбе велись только ремонтные работы.
Три поколения Куракиных сформировали своё родовое гнездо. При последнем из них усадьба приобрела романтический налёт в духе 1830-х — 1840-х годов. Последующие поколения наследников никакого значительного строительства не вели, ограничиваясь ремонтными работами. При Алексее Борисовиче Куракине младшем в 1863 году в северо-западном флигеле была устроена домовая церковь Бориса и Глеба.
В 1873 году имение по наследству перешло к дочерям князя Елизавете Алексеевне (в замужестве Нарышкина) и Александре Алексеевне (в замужестве Козен). Елизавета Алексеевна учредила в юго-восточном флигеле главного дома усадьбы Елизаветинскую общину, передав ей часть хозяйственных строений. Увеселительные сооружения и «готический замок», ставшие не нужными, полностью разобрали. На месте «Слободы» разбили фруктовый сад.
До Октябрьской революции в главном доме продолжали сохраняться княжеский архив, библиотека, коллекции картин, минералов.

## После национализации
С национализацией имения в 1918 году часть княжеских коллекций, архив и библиотеку передали в Тверь и Москву, при этом много было расхищено и погибло. Портретная галерея осела в Тверском краеведческом музее и не экспонировалась в полном составе вплоть до 2011 года. Сильно пострадала усадьба во время Великой Отечественной войны и в последующие за тем годы. С начала 1960-х до середины 1990-х здесь размещалась психиатрическая больница.

## XXI век
За восстановление заброшенного памятника культурного наследия взялся столичный финансист Сергей Васильев, который купил земельный участок на аукционе. По состоянию на 2012 год продолжаются реставрационные работы, приводится в порядок историческая территория усадьбы, заново вырыт пруд. Восстановлено главное здание, оба крыла, центральное помещение открыто для посещения. Бережно сохранен и откопирован архив князя в издании 1887 года. Большая часть библиотеки доступна для посетителей в виде копий и охватывает периоды с начала 18-го века до литературы Серебряного века. Восстановлены малые архитектурные формы - беседки, грот, китайский домик на пруду. Полностью восстановлен конюшенный двор. На территории усадьбы есть конюшни, птичий двор, кроличья ферма. Для гостей действует гостиница.
По мнению гида О. Ерёминой (2025), водившей более пятидесяти маршрутов и бывшей во многих усадьбах, Степановское в сравнении — лучшая.